# Vas d'Ixtar
El vas d'Ixtar és un gerro de principis del II mil·lenni abans de Crist, de la civilització mesopotàmica, que es manté al Departament d'Antiguitats Orientals del Museu del Louvre. Aquest vas va ser descobert per André Parrot a Larsa l'any 1933. El número d'inventari de la obra és AO 17000.

## Descripció
Aquest vas de terracota mesura 26,2 cm d'altura amb un diàmetre de 13 cm. Presenta una decoració pintada i gravada amb una incisió del perfil d'ocells al registre superior i peixos al registre inferior. La deessa Ixtar, es presenta d'acord amb la seva tipologia, és a dir nua amb una tiara amb banyes. El seu melic i el pubis triangular va ser fortament emfasitzat per l'artista. Les seves mans estan obertes en la posició d'oració. Està envoltada per un torus i una tortuga.
Segons Heròdot, existia a l'antiga Mesopotàmia el culte a Ixtar, deessa de l'amor i la fertilitat, que va autoritzar la prostitució sagrada.